# IC 2599
IC 2599 је емисиона маглина у сазвјежђу Прамац која се налази на листи објеката дубоког неба у Индекс каталогу.
Деклинација објекта је - 58° 44' 0" а ректасцензија 10h 37m 27,0s.